# Собор Зарваницької Матері Божої
Собор Зарваницької Матері Божої — центральний храм архітектурно-храмового комплексу в селі Зарваниця, Тернопільського району, Тернопільської області України. Розміщений на території Зарваницького духовного центру.

## Історія
Збудований до 2000-ліття Різдва Христового в Зарваниці біля цілющого джерела, на схилі гори.
22 липня 2002 року собор освячений главою Української греко-католицької церкви кардиналом Любомиром Гузаром. 30 червня 2019 року Собор Зарваницької Матері Божої отримав особливий статус «малої базиліки».

## Будівля
Висота — 28 м. Центральний купол позолочений, чотири менші покриті міддю. Собор складається із двох церков. У плані це хрестокупольна, п'ятибанна, однонавна будівля без стовпів.
Тернопільський архітектор Михайло Нетриб'як і його співавтори Анатолій Водоп'ян та Ігор Гебура зуміли поєднати в соборі можливості сучасних архітектурних символів із традиціями давньоукраїнського будівництва, що є синтезом центробанної, круглої і багатокутної споруди.